# Agnieszka Jankowicz-Szymańska
Agnieszka Irena Jankowicz-Szymańska – polska fizjoterapeutka, doktor habilitowany w dziedzinie nauk o kulturze fizycznej, nauczyciel akademicki Państwowej Wyższej Szkoły Zawodowej w Tarnowie.

## Życiorys
Pracę doktorską zatytułowaną Eksperymentalne badania możliwości wykorzystania pulsującego pola elektromagnetycznego w prewencji zmian miażdżycowych obroniła w Akademii Wychowania Fizycznego im. Bronisława Czecha w Krakowie w 2003 roku, a w 2018 uzyskała w tej uczelni habilitację na podstawie rozprawy zatytułowanej Czynniki determinujące kształtowanie się wysklepienia stóp. 
W 2023 została odznaczona Brązowym Krzyżem Zasługi.